# Język myśleński
Język myśleński (ang. mentalese) – pojęcie wprowadzone przez Jerry’ego Fodora na oznaczenie wspólnego wszystkim ludziom języka wrodzonego, który wprowadzając pewne uniwersalia językowe, pozwala na intencjonalne odnoszenie się do świata przy pomocy wyuczonego języka narodowego.